# Lenox (Massachusetts)
Pour les articles homonymes, voir Lenox.
Lenox est une ville du comté de Berkshire au Massachusetts, fondée en 1750. Sa population était de 5 025 habitants en 2010.